# Hans-Elmar Schwing

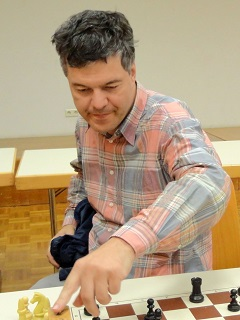
Hans-Elmar Schwing, 2014

Hans-Elmar Schwing (* 23. Mai 1972) ist ein deutscher Schachspieler. Er war 1997 Dähne-Pokal-Sieger.

## Schach

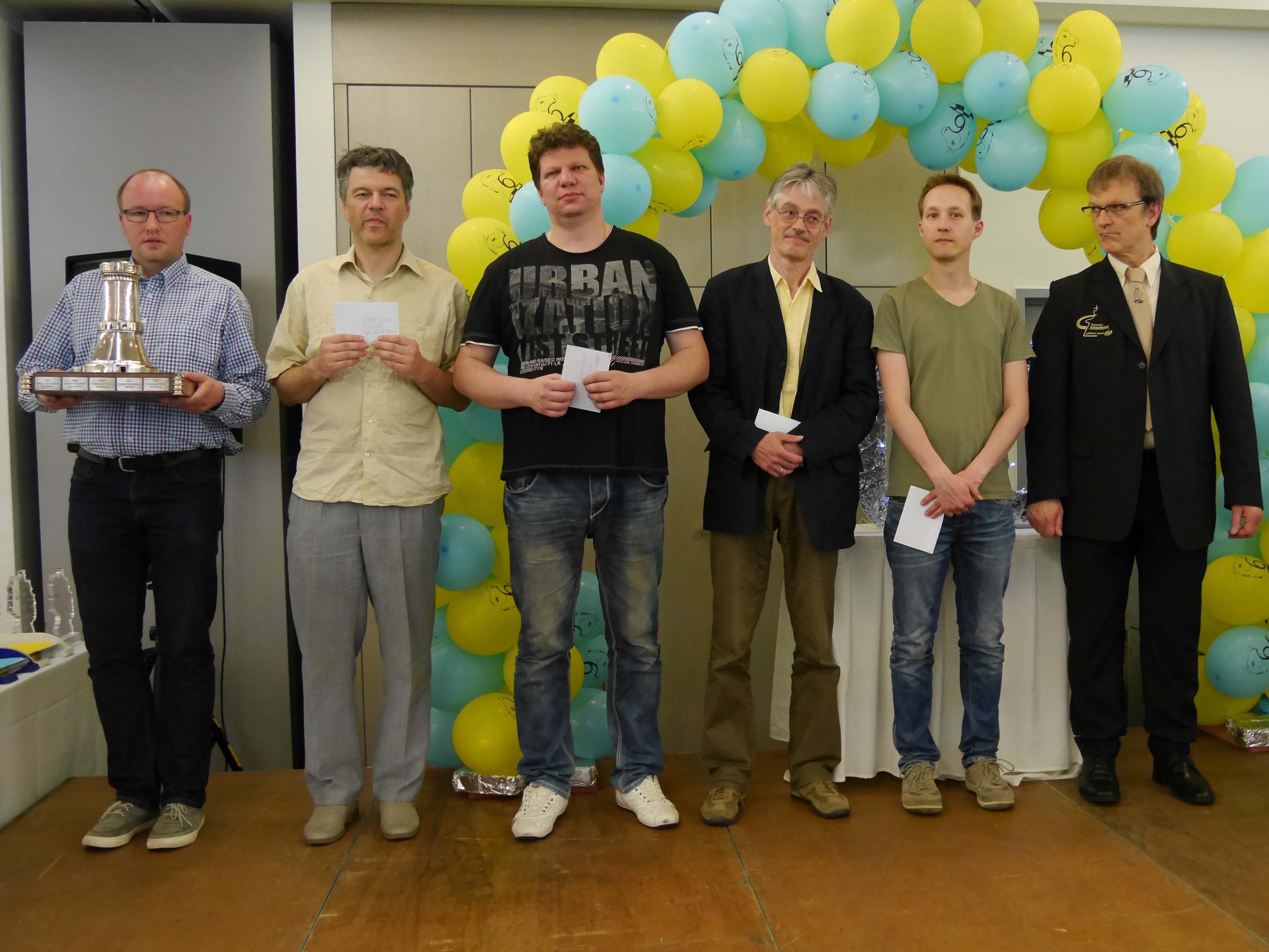
Ehrung Dähne-Pokal 2016: Links Sven Telljohann und Hans-Elmar Schwing, rechts Herbert Bastian (DSB-Präsident)

Als Jugendlicher nahm Hans-Elmar Schwing 1989 an der Badischen Einzelmeisterschaft in der Altersklasse Jugend B teil.
Er nahm an mehreren deutschen Pokal-Meisterschaften teil, wie 1997 (Sieger) und 2016 in Halle (Saale). Er spielte bei der Badischen Einzelmeisterschaft 2007 in Oberwinden.
An der Deutschen Einzelmeisterschaft 2010 in Bad Liebenzell, die Niclas Huschenbeth gewann, nahm er teil.
Er wurde Vierter bei der Badischen Meisterschaft 2013 in Birkenfeld, die Vyacheslav Ikonnikov gewann.

### Mannschaftskämpfe
In der Saison 1998/99 spielte Hans-Elmar in der 2. Schachbundesliga (West) für die SVG Saarbrücken.
Für den Badischen Schachverband nahm er am 48. Schachländerkampf Baden gegen Elsass 2016 im Bürgerhaus Zähringen teil.
Mannschaftsschach spielt er für die SGEM Dreisamtal in der Verbandsliga und Oberliga Baden, wie in der Saison 2015/16.
Außerdem nahm er an Mannschaftskämpfen in Frankreich (Spielsaisons 2010/11 und 2011/12 in der Nationalen Schachliga I,II,III) und in der Schweiz teil. In der Schweiz spielte er in der 1. Liga Nordwest 2006 für die Baseler SG und holte 6 aus 7 in der SGM 2012/13 - 1. Regionalliga 2012/13.

### Sonstiges
Er ist FIDE-Meister und Mitglied in der SGEM Dreisamtal. Seine höchste Elo-Zahl war 2350 im Februar 2017.